# Ørestad

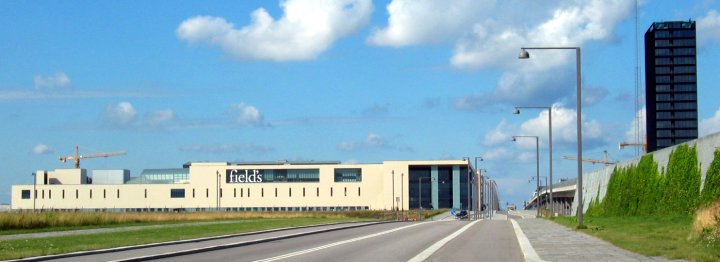
Stormarknaden Field's och Ferringhuset i Ørestad.

Ørestad är en del av stadsdelen Amager Vest på ön Amager i Köpenhamns kommun. Den är uppdelad i Ørestad Nord, Amager Fælled, Ørestad City och Ørestad Syd och har en yta på 310 hektar. Området betjänas av en järnvägsstation på Öresundsbanan och fem metrostationer på linje M1. Motorvägen E20 mellan Köpenhamn och Malmö går också genom Ørestad.

## Historia
År 1991 beslöt folketinget att låta bygga Öresundsbron, den nya stadsdelen Ørestad och  Köpenhamns metro. Stadsdelen och metron skulle finansieras genom värdeökningen i området. En arkitekttävling, som utlystes 1995, vanns av den dansk-finska arkitektbyrån ANKKI. Enligt deras förslag har Ørestad delats upp i fyra kvarter som omges av grönområden. Kvarteren kommer att  vara tätbyggda med relativt höga hus intill nybyggda kanaler där regnvattnet kan samlas upp. 

## Ørestad Nord

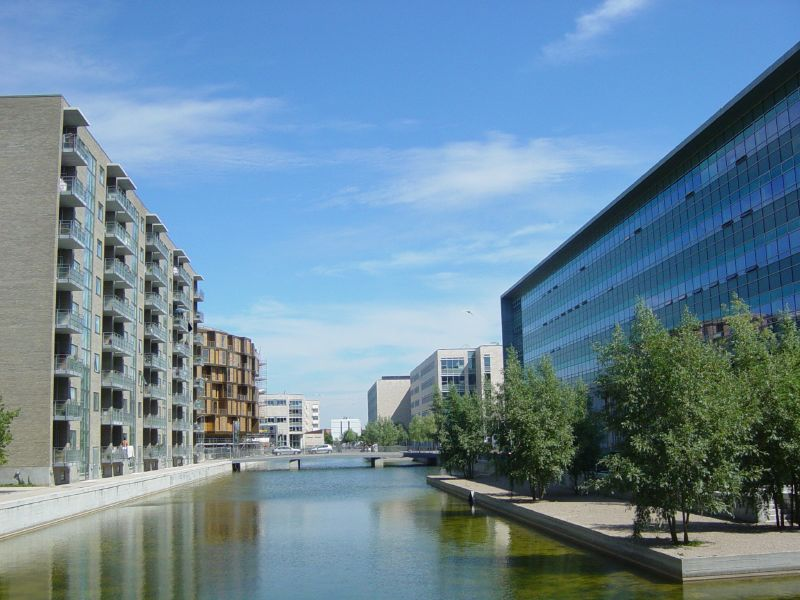
Karen Blixen Park i Ørestad.

Kvateret, som idag (2020) är nästan färdigbyggt, rymmer både bostäder, universitet och DR Byen intill metrostationen med samma namn dit Danmarks Radio flyttade år 2006. 
De första hyresgästerna flyttade in i Karen Blixen Park 2004 och när kvarteret är helt klart beräknas mer än 2 000 personer ha sin bostad här. Dessutom kommer uppemot 10 000 anställda och 20 000 studerande till Ørestad Nord varje dag.

## Ørestad City

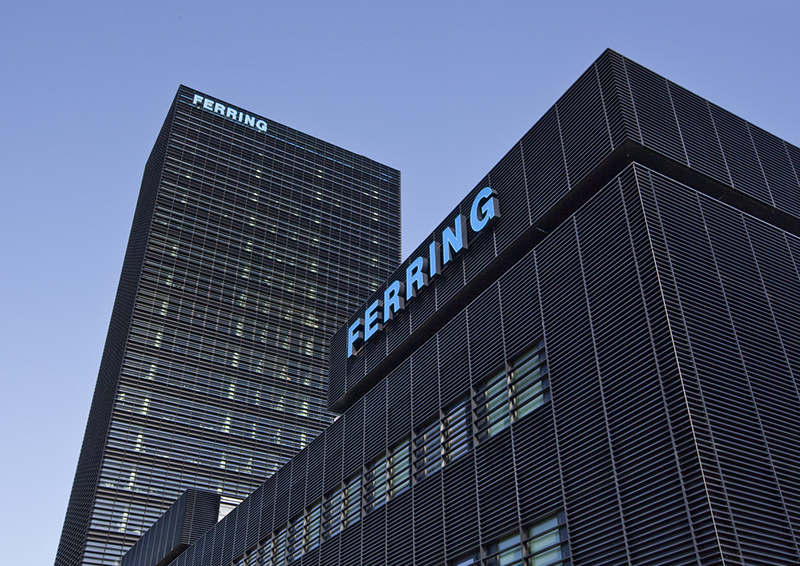
Ferringhuset.

Kvarteret kännetecknas av höga affärs- och servicebyggnader blandade med bostäder och av motorvägen och järnvägen som går parallellt genom området. Längs Arne Jacobsens Allé finns det restauranger, caféer och affärer i bottenvåningen på  kontorsbyggnaderna och på andra sidan av metron ligger Ørestads skola och gymnasium. När Ørestad City är färdigbyggt beräknas det ha omkring 5 000 invånare samt skol- och gymnasieelever och omkring 30 000 anställda på företag i området.
Läkemedelsföretaget Ferrings 80 meter höga byggnad invigdes 2002 och köpcentrumet Field's 2004. 
Mäss- och kongresscentret Bella Center från 1975 ligger också inom området.

## Ørestad Syd

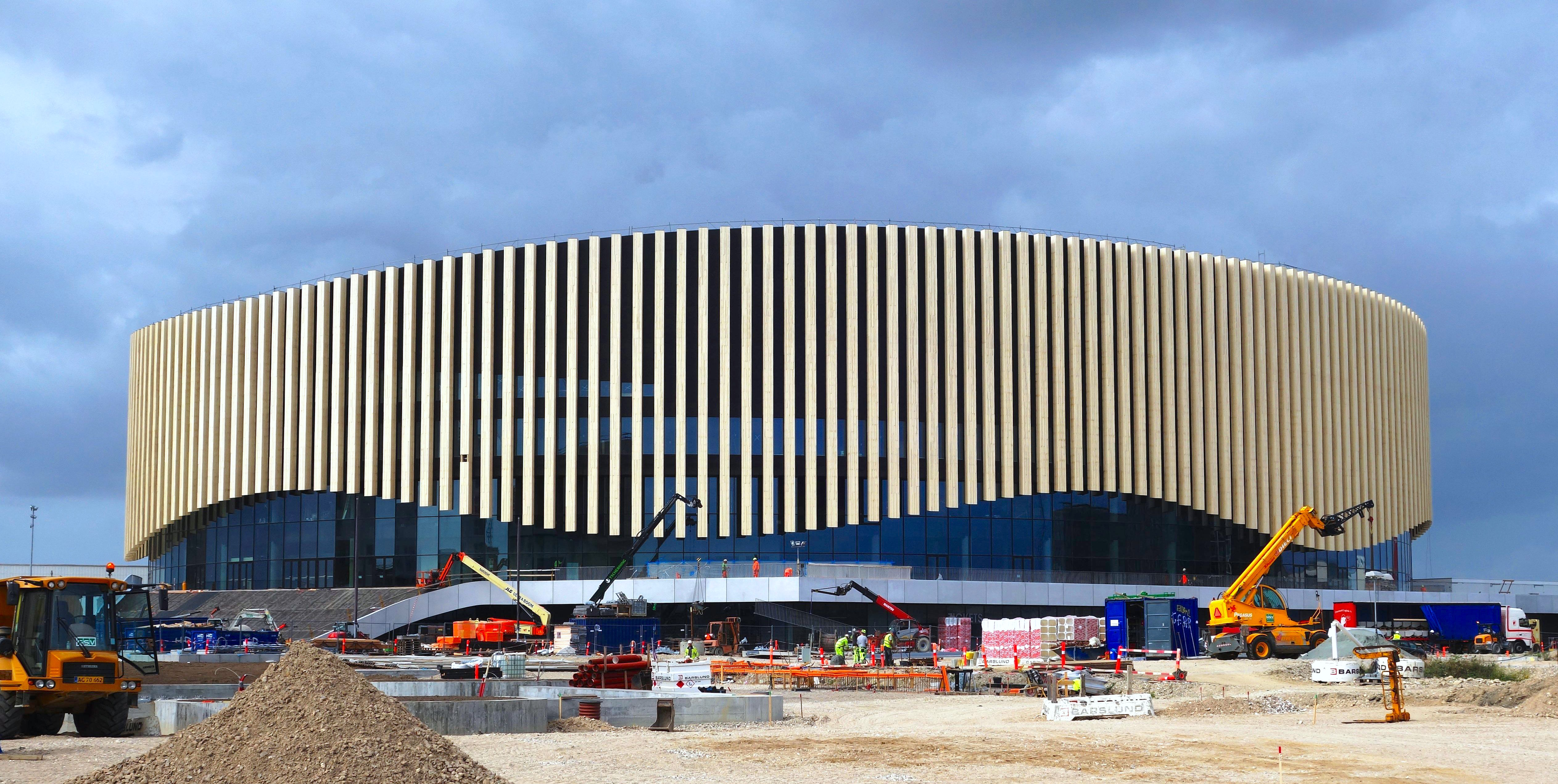
Royal Arena under byggnad, 2016.

Södra delen av kvarteret, som ligger intill det invallade området Kalvebod Fælled på sydvästra Amager, består av en blandning av företags- och kontorsbyggnader och bostäder medan den norra delen främst hyser företag.
Multiarenan Royal Arena öppnade 2016.
Inflyttningen började 2009 och när området är färdigt kommer omkring 10 000 att bo här. Vid huvudgatan, som ligger i närheten av Vestamager station, finns butiker, skolor och olika institutioner.